# Биктесин
Биктесин (каз. Биіктесін) — село в Зерендинском районе Акмолинской области Казахстана. Входит в состав Кызылсаянского сельского округа. Код КАТО — 115651200.

## География
Село расположено на северо-западе района, в 65 км на северо-запад от центра района села Зеренда, в 9 км на юго-восток от центра сельского округа села Кызылсая.

### Улицы[2]
- ул. Бирлик,
- ул. Орталык.

### Ближайшие населённые пункты
- село Сейфуллино в 8 км на северо-востоке,
- село Кызылсая в 9 км на северо-западе,
- село Жолдыбай в 12 км на юго-западе,
- село Приозёрное в 13 км на юго-востоке.

## Население
В 1989 году население села составляло 181 человек (из них казахов 100%).
В 1999 году население села составляло 121 человек (59 мужчин и 62 женщины). По данным переписи 2009 года, в селе проживали 82 человека (40 мужчин и 42 женщины).
| Численность населения | Численность населения | Численность населения |
| 1989                  | 1999                  | 2009                  |
| --------------------- | --------------------- | --------------------- |
| 181                   | ↘121                  | ↘82                   |